# Florien
Florien is een plaats (village) in de Amerikaanse staat Louisiana en valt bestuurlijk gezien onder Sabine Parish.

## Demografie
Bij de volkstelling in 2000 werd het aantal inwoners vastgesteld op 692.
In 2006 is het aantal inwoners door het United States Census Bureau geschat op 702, een stijging van 10 (1,4%).

## Geografie
Volgens het United States Census Bureau beslaat de plaats een oppervlakte van
5,8 km², geheel bestaande uit land. Florien ligt op ongeveer 105 m boven zeeniveau.

## Plaatsen in de nabije omgeving
De onderstaande figuur toont nabijgelegen plaatsen in een straal van 28 km rond Florien.